# Cucut gorjagroc
El cucut gorjagroc (Chrysococcyx flavigularis) és una espècie d'ocell de la família dels cucúlids (Cuculidae) que habita la selva de l'Àfrica Occidental i Central, arribant cap a l'oest fins a Uganda.